# Entodon complicatus
Entodon complicatus är en bladmossart som beskrevs av Mitten 1869. Entodon complicatus ingår i släktet Entodon och familjen Entodontaceae. Inga underarter finns listade i Catalogue of Life.